# La Mémoire dans la peau (roman)
Pour les articles homonymes, voir La Mémoire dans la peau.
La Mémoire dans la peau (titre original : The Bourne Identity) est un roman d'espionnage de l'écrivain américain Robert Ludlum publié en 1980. Il s'agit du premier titre de la série ayant pour héros Jason Bourne. Ce roman est suivi par La Mort dans la peau et par La Vengeance dans la peau. Il raconte l'histoire d'un amnésique qui cherche son identité, tout en étant poursuivi par différents tueurs, incluant une bande menée par un tueur à gages mondialement réputé et la CIA.
Publishers Weekly, dans sa parution du 9 septembre 2006, considère La Mémoire dans la peau comme le deuxième meilleur roman d'espionnage dans le monde anglo-saxon, précédé de L'Espion qui venait du froid de John le Carré et suivi de Chacal de Frederick Forsyth,.

## Résumé
Un homme est retrouvé grièvement blessé au large de Marseille. Soigné par un médecin, il se révèle amnésique, mais son corps montre des traces de chirurgie esthétique. Il décide de découvrir son identité en partant des indications trouvées dans un micro-film implanté sous sa peau. Bourne découvre peu à peu ses talents : il connaît plusieurs langues étrangères, sait se battre et possède une grande capacité à se travestir et assumer des rôles.
À Zurich, il se rend dans une banque où il a accès à un compte en banque très bien fourni. Poursuivi par de mystérieux tueurs à la solde de Carlos, un tueur à gages mondialement réputé, il rencontre la femme qui deviendra sa complice et son amante, une experte canadienne en finances internationales nommée Marie Saint-Jacques. Ensemble, ils fuient pour Paris, où Bourne croit qu'il trouvera une réponse à sa quête.
Les confrontations vécues par Bourne alertent la CIA, plus précisément les membres de Treadstone 71, une branche clandestine qui s'est donné pour but de détruire Carlos. Bourne doit alors affronter à la fois les hommes de Carlos et ceux envoyés par Treadstone 71, ces derniers croyant qu'il a été « retourné » et ne leur obéit plus.
Dans le but d'isoler Bourne, Carlos, grâce à la complicité d'un haut fonctionnaire américain, fait abattre les responsables de Treadstone 71 à New York, montant une mise en scène dans le but d'incriminer Bourne et de supprimer en même temps la plupart des personnes qui pourraient l'innocenter.
De son côté, Bourne, aidé de Marie Saint-Jacques, découvre que Carlos a établi son quartier général à Paris dans une boutique de haute couture. Bourne décide de démasquer un général français dont la maison sert de relais à Carlos. Découvrant que le général lui-même n'y est pour rien et que son fils a même été assassiné autrefois par Carlos, Bourne lui révèle certains éléments de son histoire afin de bénéficier de son aide. Ils découvriront que l'épouse du général est en fait la cousine et la maîtresse de Carlos. 
Profitant de la haine croissante de Carlos à la suite de la mort de l'épouse du général, Bourne décide d'attirer le tueur dans un traquenard à New York dans le but de démontrer qu'il n'a rien à voir dans les meurtres des membres de Treadstone 71.  Il découvre qu'il est en fait un ancien membre de l'organisation paramilitaire secrète Méduse, créée par les États-Unis pendant la guerre du Vietnam ; son vrai nom est David Webb et il a pris le nom de Jason Bourne, un trafiquant qu'il a exécuté ; depuis plusieurs années, Treadstone 71 lui fait jouer le rôle d'un tueur à gage concurrent de Carlos, provoquant celui-ci sans cesse afin de l'obliger à se révéler.
C'est dans le quartier général de Treadstone 71 que Carlos et Bourne se confronteront, les membres de Treadstone encore vivants arrivant sur la scène à la suite de cet affrontement. Carlos s'enfuira, mais Bourne sera lavé des soupçons qui pèsent sur lui. Dès lors, il peut envisager son avenir avec sérénité.

## Personnages
David Webb, alias Jason Bourne
Tueur professionnel qui a perdu la mémoire à la suite d'une blessure par balle. Ancien diplomate, il a perdu sa femme lors d'une attaque vietcong durant la guerre du Viêt Nam. Pour se venger, il est devenu membre d'un commando très secret, « Méduse ». Par la suite, il a été recruté par la CIA pour incarner Jason Bourne, un assassin qui a pour but de détruire Carlos, le meilleur tueur à gages sur la planète.
Marie Saint-Jacques
La nouvelle amie de Bourne. Elle en est tombée éperdument amoureuse lors de leur première rencontre quand il la sauve d'un viol. Génie de la finance et haut fonctionnaire du gouvernement du Canada, elle tente de démontrer qu'il n'est pas un tueur à gages.
Carlos
Mystérieux et redoutable tueur à gages. Activement recherché par toutes les polices du monde, il est responsable de multiples assassinats politiques. Depuis qu'il sait que Bourne est vivant, il n'a de cesse de le traquer depuis sa base parisienne, là où se trouve également l'amour de sa vie, une femme mariée à un puissant général français.  Le personnage est une version romancée du terroriste Ilich Ramírez Sánchez.
Alexander Conklin
Agent secret et ancien ami de Bourne. Il a essayé de le tuer, ne croyant pas à son amnésie. Conklin a perdu l'usage de l'une de ses jambes à la suite de l'explosion d'une mine au Viêt Nam. Il est désormais retraité de la CIA, où il fut l'un des nombreux directeurs de cellules des opérations secrètes et dirigeait l'opération Treadstone 71.

## Adaptations

### Au cinéma
- 2002 : La Mémoire dans la peau (The Bourne Identity), film d'espionnage américano-germano-tchèque réalisé par Doug Liman, avec Matt Damon dans le rôle de Jason Bourne. Sorti en France le 25 septembre 2002, le film reprend la situation de départ de l'agent secret amnésique, mais l'intrigue évolue de manière différente : Carlos est absent et Jason Bourne n'affronte que l'organisation Treadstone.

### À la télévision
- 1988 : La Mémoire dans la peau, téléfilm américain en deux parties réalisé par Roger Young, avec Richard Chamberlain, dans le rôle de Jason Bourne, Jaclyn Smith et Anthony Quayle

## Livre audio en français
- La Mémoire dans la peau, livre audio lu par Sylvain Agaësse (durée 21 h 13 min), publié en novembre 2017 par Audible Studios.

## Influence
L'univers de Jason Bourne est l'une des sources d'inspiration de Jean Van Hamme pour créer le personnage de XIII.